# Evangelische Kirche (Kirberg)

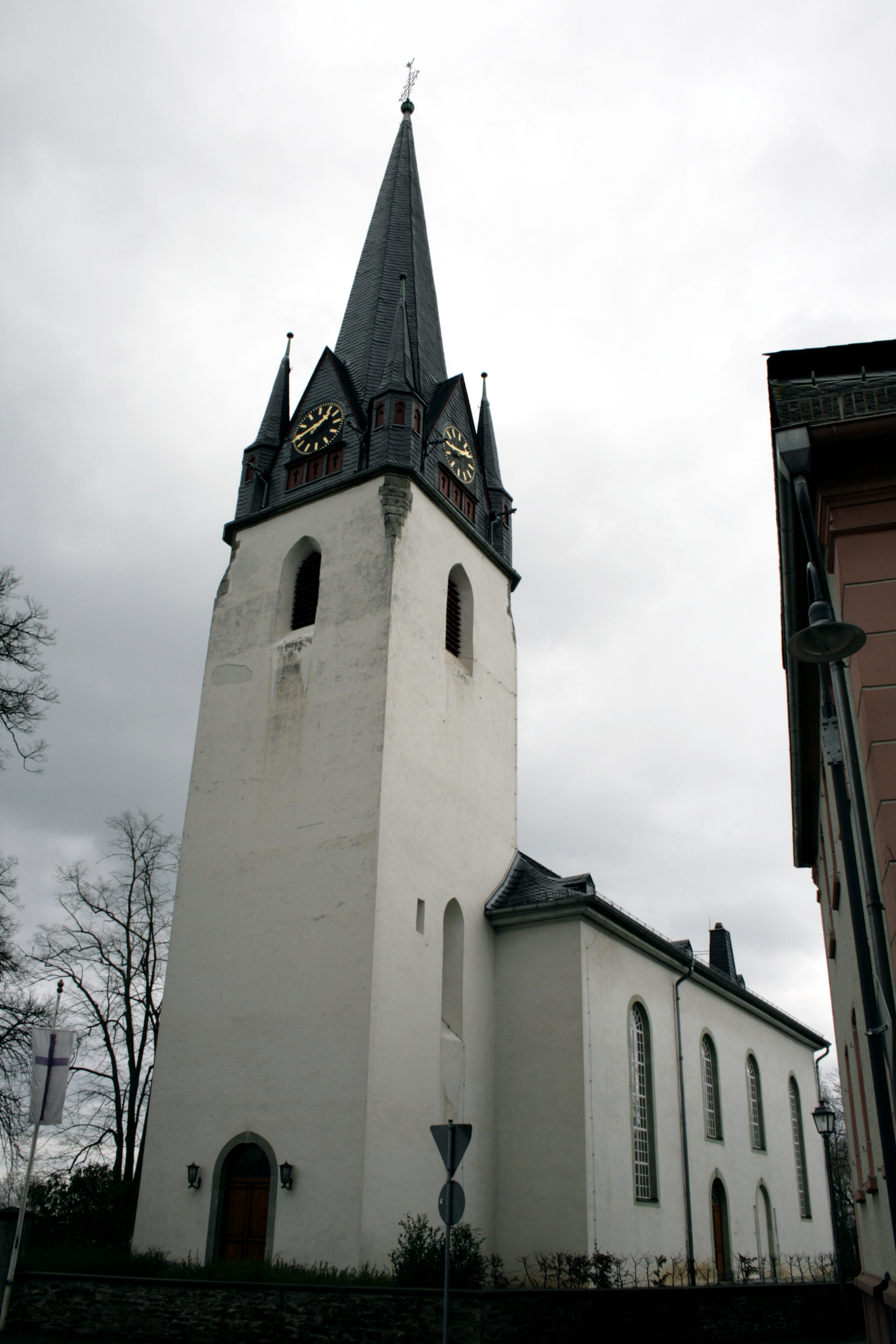
Evangelische Kirche in Kirberg

Die evangelische Kirche Kirberg ist ein denkmalgeschütztes Kirchengebäude in Kirberg, einem Ortsteil von Hünfelden im Landkreis Limburg-Weilburg in Hessen. Die Kirchengemeinde Kirberg-Ohren gehört zum Dekanat an der Lahn in der Propstei Nord-Nassau der Evangelischen Kirche in Hessen und Nassau.

## Beschreibung
Von der Wehrkirche, die um das Jahr 1350 nach Aufgabe der Kirche auf dem Burgberg errichtet wurde, blieben der dreiseitig geschlossene Chor und das mit einem Kreuzgratgewölbe überspannte Erdgeschoss des Turmes erhalten. Das Langhaus wurde in den Jahren 1828 bis 1830 erneuert und mit dreiseitigen Emporen auf toskanischen Säulen und einer Kanzel vor der geschlossenen zweigeschossigen Chorwand ausgestattet. Hinter den Klangarkaden im obersten Geschoss des Kirchturms befindet sich der Glockenstuhl, in dem drei Kirchenglocken hängen.
| Schlagton | Gewicht (kg) | Durchmesser (cm) | Gießer                             | Gießjahr | Inschrift |
| --------- | ------------ | ---------------- | ---------------------------------- | -------- | --- |
| e′        | 1300         | 1210             | Antonius Paris                     | 1650     | Vigilate mit lieblichem Glanck und hellem Ton dien ich Got zu ehrn im hohen Tron vor Gefahr Jesu dein Kirch bewahr segne dies Stat und Lant immerdar |
| g′        | 0837         | 1080             | Glocken- und Kunstgießerei Rincker | 1950     | Orate – Gerechtigkeit erhöhet ein Volk aber die Sünde ist der Leute Verderben                                                                        |
| h′        | 0870         | 0424             | Glocken- und Kunstgießerei Rincker | 1921     | Laborate! Läute Glocke; läute Frieden, läute Ruh in jedes Herz, endet einst mein Tag hienieden, läute du mich himmelwärts                            |

Der achtseitige, spitze, schiefergedeckte Helm, flankiert von Wichhäuschen und Dachgauben für die Zifferblätter der Turmuhr, ist im Jahr 1898 nach einem Entwurf von Ludwig Hofmann entstanden. Die Orgel mit 18 Registern, einem Manual und einem Pedal wurde im Jahr 1836 von Bernhard Dreymann gebaut.